# Guiglo
Guiglo est une ville de Côte d'Ivoire, située dans l'Ouest du pays, dans la région du Cavally, à environ 600 kilomètres à l'ouest d'Abidjan. Le nom Guiglo dérive de l'expression guéré « Guin-glô » qui signifie « lieu où l'on juge au village de raison ».
Dans cette région, résident essentiellement les Wés et les Do.
La région abrite aussi le camp de Nicla où vivent 6 000 réfugiés ayant fui le Liberia à la suite de la guerre civile qui a ensanglanté ce pays dans les années 1980 et 90.

## Administration
Guiglo a été érigée en département par un décret de 1969. Une loi de 1978 a institué 27 communes de plein exercice sur le territoire du pays.
| Date d'élection | Identité                       | Parti      | Qualité                                                | Statut |
| --------------- | ------------------------------ | ---------- | ------------------------------------------------------ | ------ |
| 1980            | Emile Keï Boguinard            | PDCI-RDA   | Avocat international, Ministre de la Fonction Publique | élu    |
| 1985            | Emile Keï Boguinard            | PDCI-RDA   | Avocat international, Ministre de la Fonction Publique | élu    |
| 1990            | Emile Keï Boguinard            | PDCI-RDA   | Avocat international, Ministre de la Fonction Publique | élu    |
| 1995            | Emile Keï Boguinard            | PDCI-RDA   | Avocat international, Ministre de la Fonction Publique | élu    |
| 2001            | Gaha Barnabé                   | FPI        | Ingénieur agronome, Conseiller à la Présidence         | élu    |
| 2013            | Colonel Baillet Benoît Séverin | RDR        | Directeur Régional de Douanes                          | élu    |
| 2018            | Colonel Baillet Benoît Séverin | RDR - RHDP | Directeur Régional de Douanes                          | élu    |

## Représentation politique
| Date d'élection | Identité            | Parti       | Qualité | Statut |
| --------------- | ------------------- | ----------- | --- | ------ |
| 1965            | Koudéba             | PDCI-RDA    | | nommé  |
| 1970            | Doho Bah François   | PDCI-RDA    | | nommé  |
| 1975            | Yayé Noho Delphine  | PDCI-RDA    | Assistante sociale, Administratrice (ENA)                                                                                      | nommé  |
| 1980            | Bao Pohékpé         | PDCI-RDA    | | élu    |
| 1985            | Billot Piot Francis | PDCI-RDA    | Instituteur, Inspecteur Pédagogique, Professeur, Directeur du CAFOP de Dabou, Conseiller au Ministère de l'Education Nationale | élu    |
| 1990            | Oulé Rigobert       | PDCI-RDA    | Administrateur des Services Financiers                                                                                         | élu    |
| 1995            | Bokola Taha Francis | PDCI-RDA    | Ingénieur Agronome | élu    |
| 2001            | Guiriéoulou Émile   | FPI         | Ministre de l’Intérieur | élu    |
| 2010            | Ouonsio Georges     | RDR         | | élu    |
| 2015            | Sérodé Gui Hervé    | Indépendant | Cadre financier | élu    |

## Société

### Démographie
| Rec.1975 | Rec.1988 | Est. 2010 | 2021    |
| -------- | -------- | --------- | ------- |
| 9 283    | 22 187   | 60 666    | 171 454 |

### Éducation
Le département compte aussi une Institution de Formation et d'Education Féminine située au chef-lieu, l'un des 90 centres de cette nature existant dans le pays. Cette institution a pour objet de permettre aux femmes analphabètes, aux jeunes filles non scolarisées ou déscolarisées, aux femmes agricultrices de trouver une possibilité de développement d'aptitudes nouvelles permettant leur insertion ou leur autonomisation.

### Langues
Depuis l'indépendance, la langue officielle dans toute la Côte d'Ivoire est le français. La langue véhiculaire, parlée et comprise par la majeure partie de la population, est le dioula mais la langue vernaculaire de la région est le Wé. Le français effectivement parlé dans la région, comme à Abidjan, est communément appelé le français populaire ivoirien ou français de dago qui se distingue du français standard par la prononciation et qui le rend quasi inintelligible pour un francophone non ivoirien. Une autre forme de français parlé est le nouchi, un argot parlé surtout par les jeunes et qui est aussi la langue dans laquelle sont écrits 2 magazines satiriques, Gbich! et Ya fohi. Le département du Moyen-Cavally accueillant de nombreux Ivoiriens issus de toutes les régions du pays, toutes les langues vernaculaires du pays, environ une soixantaine, y sont pratiquées.

## Sports
La ville compte un club de football, le Nicla Sport de Guiglo qui joue actuellement en Championnat national de 3e division, et deux clubs de basket-ball, le Cavally Sport Élites et L'Association de Basketball de Guiglo. 

## Personnalités liées à la région
- Émile Kei Boguinard, premier maire de la commune, Ministre de la fonction publique sous Félix Houphouët-Boigny ;
- Hubert Oulaye, ministre du Travail, de la Fonction publique dans les gouvernements de Charles Konan Banny, et dans le gouvernement Soro 1.

## Infrastructures
- Aéroport de Guiglo.